# Goliardo

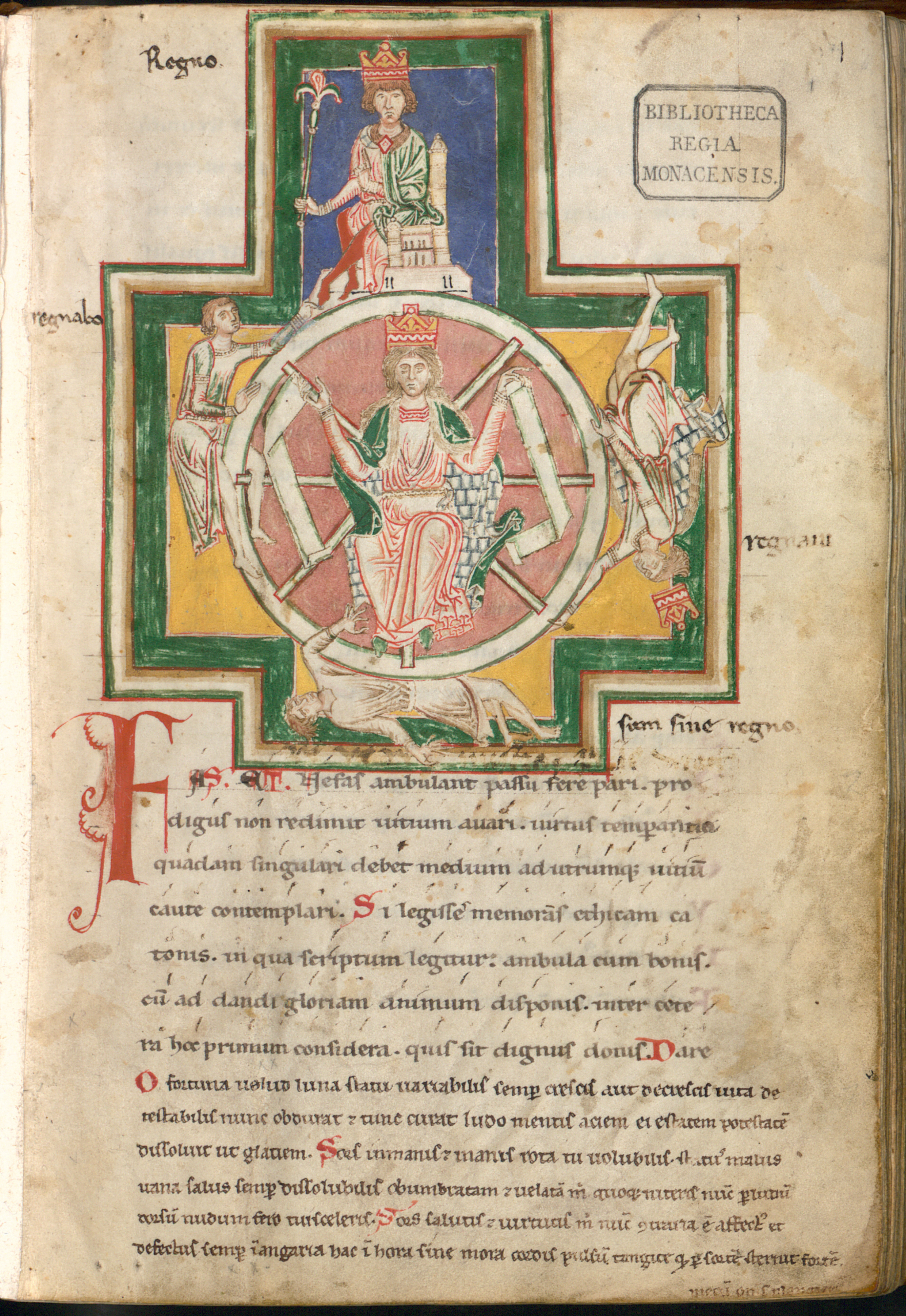
Una imagen del siglo XI-XIII de “Carmina Burana”, una colección de canciones de amor de goliardos y vagabundos de la Abadía de Benediktbeuern.

El término goliardo se utilizó durante la Edad Media para referirse a cierto tipo de clérigos vagabundos (giróvagos y sarabaítas) y a los estudiantes pobres sopistas y pícaros que proliferaron en Europa con el auge de la vida urbana y el surgimiento de las universidades en el siglo XIII. La mayor parte de ellos estudiaron en las universidades de España, Francia, Alemania, Italia e Inglaterra. No obstante, la figura del goliardo puede rastrearse hasta épocas muy anteriores. Ya en el siglo IV, el concilio de Nicea condenaba a un cierto tipo de clérigos de vida licenciosa que podrían equipararse al goliardo (Vagans). En la Regla benedictina y en otros textos canónicos posteriores se vuelve a mencionar a la figura del clérigo vagabundo y ocioso.

## Etimología
La derivación de este término es incierta. Podría provenir del francés antiguo gouliard, «clérigo que llevaba vida irregular», a su vez alteración del bajo latín gens Goliae, propiamente «gente de Golias» y por extensión «gente del demonio», alusivo al “obispo Golias”, un santo patrón, probablemente mítico, al que ellos mismos hacían referencia, que posiblemente no sería más que una latinización del nombre del gigante Goliat, «el demonio», nombre que se darían a sí mismos para hacer valer su posición de estudiantes cultivados y grandes bebedores, con el que satirizaban a las autoridades eclesiásticas y políticas. O bien podría remontarse a una carta escrita por san Bernardo de Claraval al papa Inocencio II, en la que se refería a Pedro Abelardo como 'Goliath', creando así un vínculo entre el gigante y los estudiantes seguidores de Abelardo. Otras teorías sostienen que el nombre procede del latín gula («goloso»), por su insaciable apetito o glotonería, o lo hacen derivar del francés antiguo gailliard (“compañero alegre”).

## Forma de vida
No es extraño, pues, que los concilios condenasen de forma recurrente a los goliardos y su vida disipada. Se cree incluso que en algún momento llegaron a crear alguna especie de secta o cofradía.[cita requerida]
Los goliardos en cualquier caso, ya fuera por necesidad o deleite de una vida disoluta, mantenían una vida errante, aprovechando su tonsura para recalar en un monasterio o parroquia dos o tres días antes de proseguir hasta el siguiente lugar. Debido a que las universidades eran gestionadas por el clero, también hacían escala allí, de manera que paulatinamente el fenómeno de la goliardía se iría reconvirtiendo en estudiantina.

## Obra y trascendencia

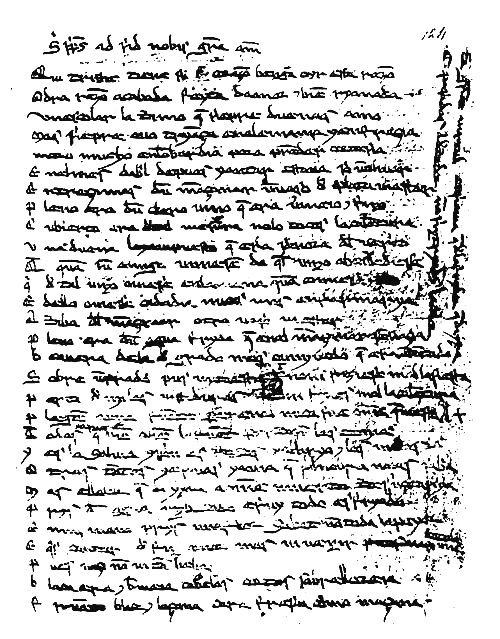
Primer folio de la Razón de amor con los denuestos del agua y del vino,

Pero, más allá de su forma de vida, lo que más interesa de los goliardos es su afición a la literatura. Muchos de ellos escribieron poesía satírica en latín, donde, expresando su descontento, criticaban a la Iglesia, a la sociedad establecida y al poder, así como composiciones líricas donde elogiaban el vino, la taberna, el juego, las mujeres y el amor. La poesía goliardesca se cultivó por toda Europa durante la Edad Media. Las composiciones, casi siempre anónimas, son muy diversas: desde poemas sencillos hasta otros muy elaborados y retóricos.
En España, los goliardos eran llamados sopistas y, de ellos, derivaría la actual tuna. Además de la Carmina Rivipullensia, una de las obras que nos ha llegado hasta nuestros días es la Razón de amor con los denuestos del agua y del vino, de Lope de Moros. El arcipreste de Hita es también considerado por algunos autores como goliardo.
La cantata Carmina Burana, de Carl Orff, creada en los años 30 del siglo XX, está basada en un conjunto de canciones de goliardos medievales.